# Žarometi (nagrada)
Žarometi je slovenska nagrada za medijske dosežke in dosežke v popularni kulturi. Narejeni so po zgledu oskarja in viktorjev. Prve žaromete so podelili leta 2017 za leto 2016. 
Nagrada je se pojavila predvsem, da zapolni prazni prostor, ki je nastal na področju podeljevanja nagrad popularni kulturi zaradi težav z blagovno znamko Viktor.
26. februarja 2017 so jih prvič podelili na Gospodarskem razstavišču v Ljubljani v sodelovanju med medijsko hišo Media24 (revija Vklop) in RTV Slovenija
Podelitev za leto 2017 je bila 22. aprila 2018 v Cankarjevem domu
Za leto 2018 so spremenili imena nekaterih kategorij in jih približali kategorijam nagrade viktor, ki jo je v tem letu kupilo isto podjetje. Podelitev je bila 11. junija 2019 v Cankarjevem domu, tokrat brez televizijskega prenosa.

## Kategorije
Aktualne kategorije
Žarometi se podeljujejo v 11 kategorijah (v vsaki je 6 nominirancev):
1. zabavna TV-oddaja leta (2016–)
2. tekmovalna TV-oddaja leta (2016–)
3. voditelj/ica informativne oddaje (2016–)
4. gostitelj/ica razvedrilne TV-oddaje leta (2016–)
5. nabrušen TV-jezik leta (2016–)
6. filmska zgodba leta (2016–)
7. igralec leta (2016–)
8. igralka leta (2016–)
9. pesem leta (2016–)
10. glas leta (2016–)
11. spletna zvezda leta (2017–)

Podeljujeta se tudi dve posebni nagradi:
1. družbeno odgovorni projekt leta
2. medijska legenda leta

## Nagrajenci po letih

#### Zabavna TV-oddaja leta / Razvedrilna TV-oddaja leta
| Leto | Nagrajenec                        |
| ---- | --------------------------------- |
| 2016 | Vse je mogoče (TVS)               |
| 2017 | Znan obraz ima svoj glas (POP TV) |
| 2018 | Zvezde plešejo (POP TV)           |

#### Tekmovalna TV-oddaja leta / Resničnostni šov leta
| Leto | Nagrajenec              |
| ---- | ----------------------- |
| 2016 | MasterChef (POP TV)     |
| 2017 | Zvezde plešejo (POP TV) |
| 2018 | MasterChef (POP TV)     |

#### Voditelj/ica informativne oddaje
| Leto | Nagrajenec              |
| ---- | ----------------------- |
| 2016 | Slavko Bobovnik         |
| 2017 | Manica Janežič Ambrožič |
| 2018 | Igor E. Bergant         |

#### Gostitelj/ica razvedrilne TV-oddaje leta
| Leto | Nagrajenec                                 |
| ---- | ------------------------------------------ |
| 2016 | Denis Avdić (Znan obraz ima svoj glas)     |
| 2017 | Peter Poles (Zvezde plešejo)               |
| 2018 | Jure Godler (Ta teden z Juretom Godlerjem) |

#### Nabrušen TV-jezik leta
| Leto | Nagrajenec                                 |
| ---- | ------------------------------------------ |
| 2016 | Jure Godler (Ta teden z Juretom Godlerjem) |
| 2017 | Jure Godler (Ta teden z Juretom Godlerjem) |

#### Filmska zgodba leta / Film leta
| Leto | Nagrajenec      |
| ---- | --------------- |
| 2016 | Pr' Hostar      |
| 2017 | Košarkar naj bo |
| 2018 | Posledice       |

#### Igralec leta
| Leto | Nagrajenec                |
| ---- | ------------------------- |
| 2016 | Domen Valič               |
| 2017 | Jernej Šugman (posthumno) |
| 2018 | Sebastian Cavazza         |

#### Igralka leta
| Leto | Nagrajenec   |
| ---- | ------------ |
| 2016 | Katarina Čas |
| 2017 | Nina Ivanič  |
| 2018 | Maruša Majer |

#### Pesem leta
| Leto | Nagrajenec                                   |
| ---- | -------------------------------------------- |
| 2016 | To mi je všeč (Nina Pušlar)                  |
| 2017 | Vsi smo na istem (Nipke & Trkaj ft. Artifex) |
| 2018 | A.M.L.P. (Siddharta)                         |

#### Glas leta / Glasbeni izvajalec leta
| Leto | Nagrajenec     |
| ---- | -------------- |
| 2016 | Jan Plestenjak |
| 2017 | Magnifico      |
| 2018 | Siddharta      |

#### Spletna zvezda leta
| Leto | Nagrajenec     |
| ---- | -------------- |
| 2017 | Komotar minuta |
| 2018 | Borut Pahor    |

#### Radijski voditelj leta
| Leto | Nagrajenec  |
| ---- | ----------- |
| 2018 | Denis Avdić |

#### Radijska postaja leta
| Leto | Nagrajenec |
| ---- | ---------- |
| 2018 | Val 202    |

#### Gledališka predstava sezone
| Sezona    | Nagrajenec         |
| --------- | ------------------ |
| 2018/2019 | Ivanov (SNG Drama) |

#### Družbeno odgovorni projekt leta
| Leto | Nagrajenec                                                  |
| ---- | ----------------------------------------------------------- |
| 2016 | Marko Soršak za projekt 20 za 20                            |
| 2017 | Andrej Težak-Tešky za projekt #StandUpMaratonec             |
| 2018 | Valerija in Ivo Čarman za projekt Tek junakov 3. nadstropja |

#### Medijska legenda leta / Žaromet za življenjsko delo
| Leto | Nagrajenec     |
| ---- | -------------- |
| 2016 | Demeter Bitenc |
| 2017 | Elda Viler     |
| 2018 | Edvin Fliser   |